# 韩国性交易产业

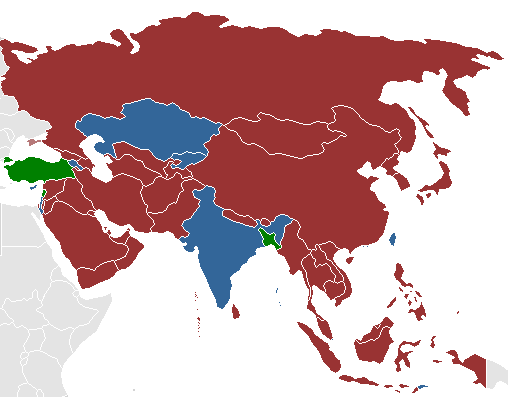
在亚洲各地卖淫的法律。
卖淫合法，受管制。
卖淫（对性换取金钱）合法，但妓院是非法的，卖淫不受监管。
卖淫非法。
没有数据。

历史上韓國的性交易是合法的，不过2004年重新修改法律之后，性交易在韩国成为非法的活动。
韓國的色情行业主要集中在红灯区。不过在2004年，韓國通过《防止性交易以及保护被害者相关法律》，将性交易视为违法。
自韩國将性交易规定为非法之后，性工作者多次上街游行或试图自焚以抗议政府剥夺他们卖淫为生的权利。而性交易虽属于违法行为，但是警察在管理上并不严格。而且在美军基地附近即可找到提供性服务的场所。2007年，日本网络上有关如何在韩国买春的消息依然比比皆是。更有甚者，随着日本援交文化的传播，韩国少女通过网络联络卖春的案例也逐渐增多，甚至有一发不可收拾的趋势。
相当部分的在韩外国性工作者是属于被欺骗至韩国后强迫工作。
这些受害者以打工，结婚的名义被带至南韩，到达之后被告知将从事性交易以抵偿将她们带来所花费的费用。不从者往往受到包括殴打、强暴的虐待。

## 资料来源
1. ↑  . www.msn.com.   [2019-03-20]. （原始内容存档于2013-06-27）.
2. ↑  Koreanredlight. . 2010-01-25  [2017-07-27]. 原始内容存档于2011-10-11.
3. ↑  . www.examiner.com.   [2012-04-09]. （原始内容存档于2011-03-16）.
4. ↑  . weekly.donga.com. 2010-10-18  [2019-03-20]. （原始内容存档于2020-06-25）.
5. ↑  .   [2015-11-24]. （原始内容存档于2016-03-04）.
6. ↑  . gvnet.com.   [2012-04-10]. （原始内容存档于2021-04-24）.
7. ↑  . U.S. Department of State.   [2015-11-24]. （原始内容存档于2018-03-23）.
8. ↑  . english.hani.co.kr.   [2015-11-24]. （原始内容存档于2020-02-06）.